# メリテネの戦い
メリテネの戦い（メリテネのたたかい、英語: Battle of Melitene）は、1100年、アンティオキア公ボエモン1世率いる十字軍勢力がアナトリア半島東部のマラティヤ（ラテン語名メリテネ）でダニシュメンド・ガーズィー率いるダニシュメンド朝トルコ人に敗れた戦闘。

## 背景と経過
1098年にアンティオキア公になった後、ボエモン1世はキリキア・アルメニア王国と同盟した。メリテネのガブリエルとそのアルメニア人駐留軍が北のダニシュメンド朝勢力に攻撃されると、ボエモン1世はフランク人部隊を率いた救援に馳せてきた。
ダニシュメンド・ガーズィーは遠征軍を待ち伏せし、「十字軍のほとんどが殺された」。マラシュとアンティオキアのアルメニア人司教が死亡した一方、ボエモン1世はリカルド・ディ・サレルノ とともに捕虜にされた。

## その後
1101年の十字軍の目的の1つにボエモン1世の救出があったが、十字軍は撃破されて失敗し、ボエモン1世は身代金目当てで1103年まで囚われた。
メリテネでの敗北により、第1回十字軍以来の連勝が終わった。エデッサ伯兼エルサレム王ボードゥアン1世はメリテネの包囲を解いたが、十字軍がボエモン1世の身代金を交渉している間、ダニシュメンド朝は1103年にメリテネを奪取、メリテネのガブリエルを処刑した。